# Южанинов, Иван Васильевич
Ива́н Васи́льевич Южа́нинов (30 января [12 февраля] 1913 — 26 августа 1943) — советский офицер, участник Великой Отечественной войны, командир роты 603-го отдельного сапёрного батальона 322-й стрелковой дивизии 60-й армии Центрального фронта, старший лейтенант. Герой Советского Союза.

## Биография
Родился в деревне Верхняя Кига Осинского уезда Пермской губернии (ныне Чернушинского района Пермского края). В 1923 году семья переехала в Челябинскую область. Окончил 5 классов и школу ФЗУ. Жил деревне Гривенка Нязепетровского района Челябинской области. Член ВКП(б) с 1939 года. Работал на строительстве Уфалейского никелевого завода (город Верхний Уфалей).
Со срочной службы Иван Васильевич вернулся в звании младшего лейтенанта в 1938 году. А в 1939 году снова был призван и отправлен на советско-финскую войну, откуда вернулся уже после её окончания.
17 июля 1941 года ушёл на фронт Великой Отечественной войны, а в боевых действиях начал участвовать с декабря 1941 года на Западном фронте, где сначала командовал взводом, а потом ротой.

 «… верный воинской присяге, проявив геройство и мужество, был ранен и умер от ранения 26 августа 1943 года. Похоронен в с. Деменино, Курской области, Хомутовского района, могила № 5».
Указом Президиума Верховного Совета СССР от 16 октября 1943 года за образцовое выполнение заданий командования и проявленные мужество и героизм в боях с немецко-фашистскими захватчиками старшему лейтенанту Ивану Васильевичу присвоено звание Героя Советского Союза посмертно.

## Награды
- Медаль «Золотая Звезда» Героя Советского Союза (16.10.1943);
- орден Ленина (16.10.1943);
- орден Отечественной войны 2 степени;
- орден Красной Звезды.

## Память
.

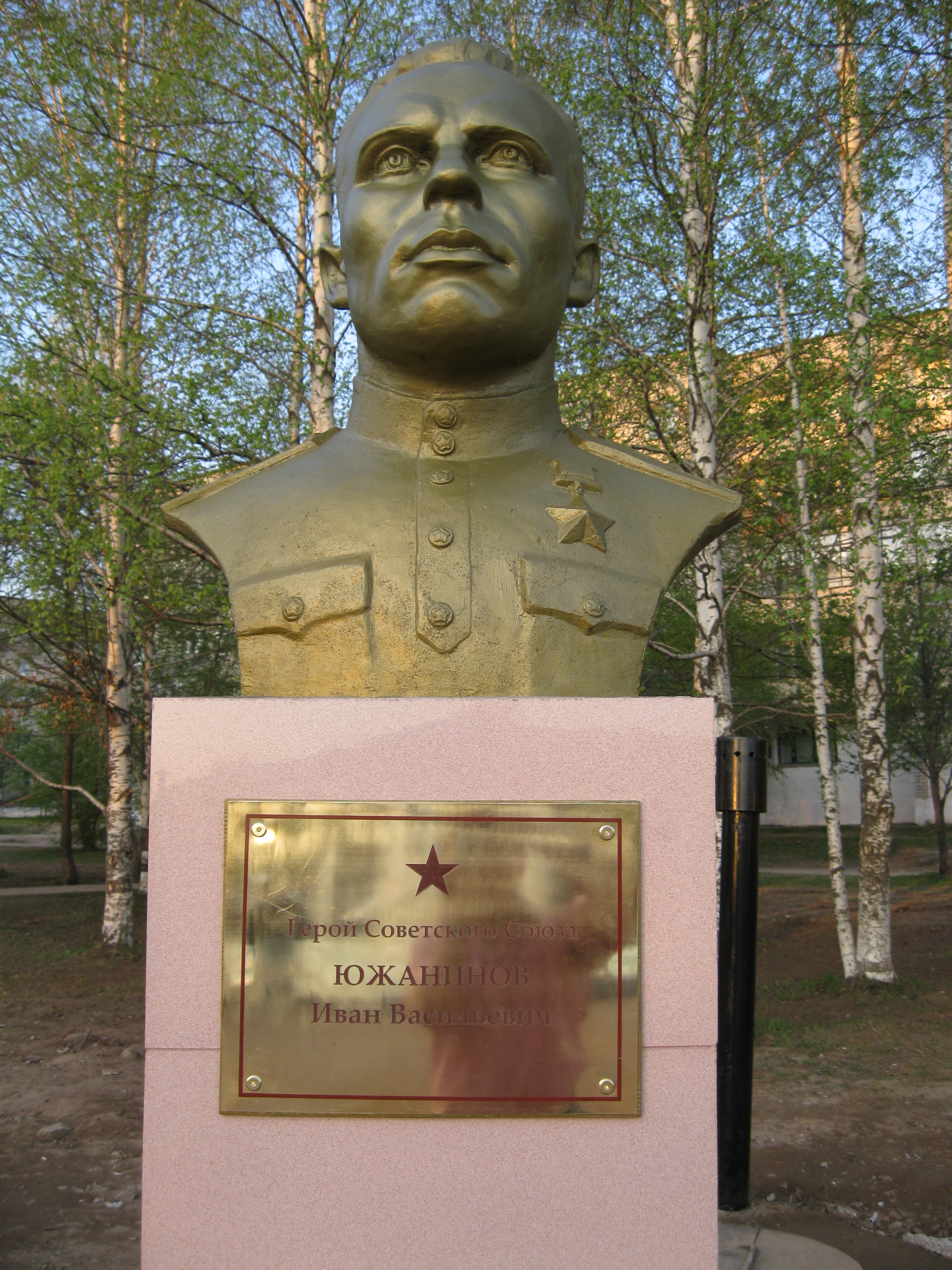
Бюст Ивана Васильевича Южанинова на Аллее Славы в городе Чернушке

- Бюст И. В. Южанинова в числе 12 Героев Советского Союза и 2 Полных Кавалеров Ордена Славы, жителей Чернушинского района, установлен на Аллее Славы, открытой 9 мая 2010 года в городе Чернушке.
- В городе Нязепетровске Челябинской области именем Героя названа улица.
- В деревне Гривенке установлена мемориальная доска.